# Ebele Okoye

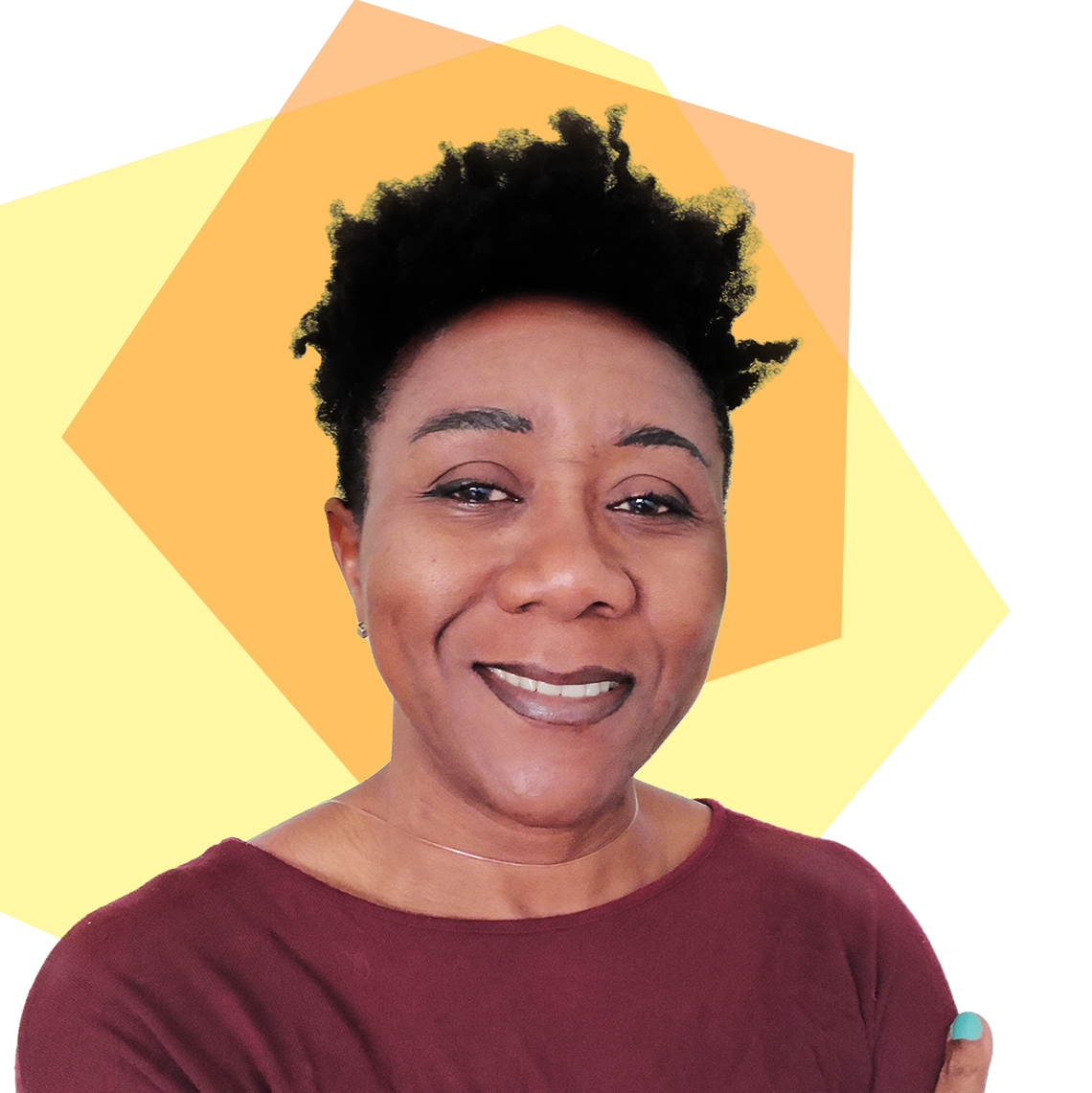
Ebele Okoye, 2019

Ebele Okoye (* 6. Oktober 1969 in Onitsha, Nigeria) ist eine nigerianische Malerin und Animationszeichnerin.

## Leben
Nach einem Kunststudium am Institute of Management and Technology (IMT) in Enugu (Nigeria) von 1985 bis 1989 war sie freischaffende Graphikerin und Cartoonistin in Lagos, Nigeria. Ab 1995 widmete sie sich ausschließlich der Malerei.
2000 migrierte sie nach Deutschland und studierte an der Fachhochschule Düsseldorf Kommunikationsdesign. Sie bildete sich ab 2003 an der Internationalen Filmschule Köln zur Trick- und Animationsfilmzeichnerin weiter. Sie zeichnete 2009 den Animationsfilm Anna Blume. 2010 realisierte sie den fünfminütigen Kurzfilm The Essence, der mehrere Auszeichnungen erhielt.
Seit 2008 lebt sie in Berlin.
Ebele Okoye zeigt ihre Werke regelmäßig in Gemeinschafts- und Einzelausstellungen.

## Einzelausstellungen
- 1995 Storms of the Heart – National Museum, Lagos (Nigeria)
- 1996 Realities 1 – Didi Museum, Lagos (Nigeria)
- 1998 Selectet Paintings ans Portraits in Oil – American Embassy Centre, Lagos (Nigeria)
- 1999 New Culture – Didi Museum, Lagos (Nigeria)
- 2001 Woman about Woman – Köln
- 2002 Nomadic Diaries – Allerweltshaus, Köln und Galerie am Lieglweg, Neulengbach (Österreich)
- 2003 Between Territories – Galerie HAUS 23, Cottbus

## Gruppenausstellungen (Auswahl)
- 1995 Mirrors of Society – National Museum, Lagos (Nigeria)
- 1996 Nigeria/China kooperative Ausstellung – Lagos (Nigeria)
- 1996 Ausgewählte nigerianische Künstler im Auftrag der National Galerie Moderner Kunst, Nigeria – Südkorea
- 1997 Small-Small Things – National Museum, Lagos (Nigeria)
- 1998 The Rape of Nature – Brasilianische Botschaft, Lagos (Nigeria)
- 2000 Threshold of Peace – Abuja, (Nigeria)
- 2001 Women about Women – Goethe-Institut, Lagos (Nigeria)
- 2003 Ipade Begegnung – Afroasiatisches Institut (Galerie), Wien (Österreich)
- 2004 Globalia – Frauenmuseum Bonn, Bonn